# Cristián Rocha
Cristián Rocha (Maripí, Boyacá, Colombia; 10 de junio de 1987) es un futbolista colombiano. Juega de mediocampista. 

## Clubes
| Club            | País     | Año       |
| --------------- | -------- | --------- |
| Millonarios     | Colombia | 2006-2007 |
| Juventud Soacha | Colombia | 2008      |
| Plaza Colonia   | Uruguay  | 2008      |
| Patriotas F.C.  | Colombia | 2009-2011 |